# Orthocentrus fulvipes
Orthocentrus fulvipes là một loài tò vò trong họ Ichneumonidae.